# Кишковорозчинна оболонка

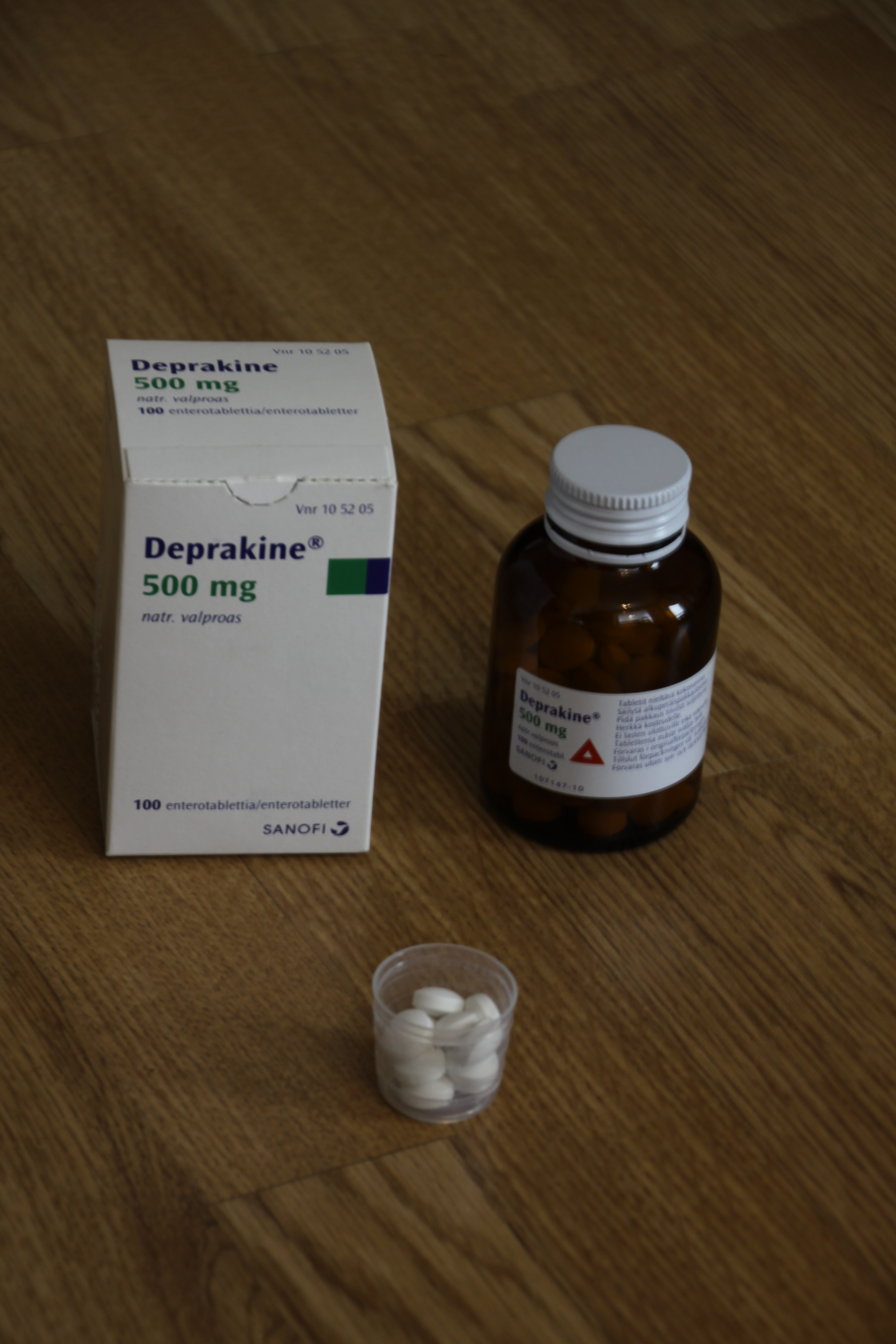
Таблетки вальпроату в оболонці

Кишковорозчинна оболонка[уточнити термін] у фармації — це полімерний бар'єр, що наноситься на пероральний препарат, який запобігає його розчиненню або розпаду в середовищі шлунка. Це допомагає: захищати ліки від кислотності шлунка, шлунок від шкідливого впливу ліків, вивільняти ліки після шлунка (зазвичай у верхніх відділах кишки). Деякі препарати нестабільні при рН шлункової кислоти та потребують захисту від розкладання. Кишковорозчинна оболонка також є ефективним методом вибіркового (адресного) доставляння ліків (таких як гастрорезистентні препарати). Інші препарати, такі як деякі антигельмінтики, можуть потребувати досягнення високої концентрації в певній частині кишки. Кишковорозчинну оболонку також можна використовувати під час досліджень, як дослідницький інструмент для визначення абсорбції ліків. Препарати, вкриті кишковорозчинною оболонкою, належать до категорії лікарських форм «уповільненої дії» (SA). Таблетки, мінітаблетки, пелети та гранули (зазвичай заповнені оболонками капсул) є найпоширенішими лікарськими формами, вкритими кишковорозчинною оболонкою.

## Опис
Більшість кишковорозчинних покриттів створюють поверхню, яка є стабільною при сильно кислому рН у шлунку, але швидко руйнується при вищому рН (лужному рН). Наприклад, вони не розчиняються в шлунковій кислоті шлунка (pH ~3), але розчиняться в лужному (pH 7–9) середовищі в тонкій кишці. Час, необхідний для того, щоб лікарська форма, вкрита кишковорозчинною оболонкою, досягла кишки, здебільшого залежить від наявності та типу їжі в шлунку. Він варіюється від 30 хвилин до 7 годин із середнім часом 6 годин. Хоч деякі дослідження показали, що лікарські форми більшого розміру можуть потребувати додаткового часу для спорожнення шлунка, інші припустили, що розмір, форма або об'єм таблетки не мають значного впливу. Проте, на швидкість спорожнення гранул, вкритих кишковорозчинною оболонкою, менше впливає присутність їжі, і вони мають більш рівномірне вивільнення та відтворюваний час проходження, характерний для дисперсії, що складається з багатьох частинок.[прояснити]
Запобігаючи розчиненню препарату в шлунку, кишковорозчинна оболонка може захистити слизову оболонку шлунка від подразнювальної дії самого препарату. Коли препарат досягає нейтрального або лужного середовища кишки, його активні інгредієнти можуть розчинятися і ставати доступними для всмоктування в кров. Препарати, що мають подразнювальну дію на шлунок, такі як аспірин або хлорид калію, можуть бути покриті речовиною, яка розчиняється лише в тонкій кишці. Проте, було показано, що аспірин, вкритий кишковорозчинною оболонкою, може призвести до неповного інгібування тромбоцитів, що потенційно зводить нанівець очікуваний ефект для тих, хто лікується від судинних захворювань. Подібним чином певні групи інгібіторів протонної помпи (езомепразол, омепразол, пантопразол та всі груповані азоли) активуються кислотою. Для таких препаратів кишковорозчинна оболонка, додана до препарату, з метою уникнути активації в ротовій порожнині та стравоході.
Матеріали, що використовуються для кишковорозчинних покриттів, містять жирні кислоти, віск, шелак, пластмаси та рослинні волокна. Звичайними матеріалами, що використовуються, є розчини плівкових смол. Однак, оскільки розчинниками для таких розчинів є органічні розчинники, існує занепокоєння щодо потенціалу токсичності слідів залишкових розчинників у покритті таблетки.
Першу форму гастрорезистентного покриття було представлено Унна в 1884 році у вигляді пігулок, покритих кератином, хоча пізніше було виявлено, що вони не здатні протистояти травленню в шлунку. Салол  також використовувався Ceppi як одна з перших форм кишковорозчинного покриття. Проте, першим матеріалом, який широко використовувався як кишковорозчинний засіб, був шелак з моменту його появи в 1930 році. Належним чином оброблений або гідролізований шелак показав різні властивості вивільнення кишковорозчинної речовини.
Нещодавно деякі компанії почали наносити кишковорозчинні покриття на риб'ячий жир (омега-3 жирні кислоти). Покриття запобігає перетравленню капсул риб'ячого жиру в шлунку, що, як відомо, викликає гастроезофагеальний рефлюкс.
Іноді до назви препарату додають абревіатуру «EC» (від англ.enteric coating), щоб вказати, що він має кишковорозчинну оболонку.

## Композиція
- Співполімери метилакрилат-метакрилової кислоти
- Ацетат фталат целюлози (CAP)
- Целюлоза ацетат сукцинат
- Фталат гідроксипропілметилцелюлози
- Гідроксипропілметилцелюлози ацетат сукцинат (гіпромелози ацетат сукцинат)
- Полівінілацетат фталат (PVAP)
- Сополімери метилметакрилату і метакрилової кислоти
- Шелак
- Тримеліт ацетат целюлози
- Альгінат натрію
- Зеїн
- водний розчин для кишковорозчинної оболонки (етилцелюлоза, тригліцериди із середнім ланцюгом [кокос], олеїнова кислота, альгінат натрію, стеаринова кислота) (м'які гелі з покриттям)